# Ichneumon nebulosae
Ichneumon nebulosae är en stekelart som beskrevs av Hinz 1975. Ichneumon nebulosae ingår i släktet Ichneumon och familjen brokparasitsteklar. Inga underarter finns listade i Catalogue of Life.